# 泉水蒼空
泉水 蒼空（いずみ そら、1993年10月16日 - ）は、日本のグラビアアイドル。
岩手県出身。フラワープロダクション所属。

## 略歴
digital new typeに所属し、雄飛 鴇音（ゆうひ ときね）で活動していたが、2014年12月に雄飛 ときね（読みは同じ）に改名。
2014年頃から活動を始め、2015年1月に『GIRLS-PEDIA 雄飛ときね』でデビュー。
2016年4月より所属事務所の移籍と共に、泉水蒼空に改名した。
現在はDVD＆BDの発売と撮影会の出演を中心に活動している。

## 人物
- 好きな食べ物はオムライス、いちごオレ、サバの味噌煮。
- 嫌いな食べ物はウニ。
- 趣味は音楽鑑賞、ゲーム、コスプレ、男装。
- 特技は茶道[1]、ダンス[3]。
- 好きな男性のタイプは背の低い人、笑顔のかわいい人[1]。
- クセは歩くとき真顔になること[1]。
- チャームポイントは鼻[1]。

## 作品

### DVD
雄飛ときね 名義
1. GIRLS-PEDIA 雄飛ときね（2015年1月25日、QH映像）
2. GIRLS-PEDIA 雄飛ときね2（2015年3月25日、QH映像）
3. GIRLS-PEDIA 雄飛ときね3（2015年6月25日、QH映像）
4. ときめきを君に（2015年9月18日、竹書房）

泉水蒼空 名義
1. 少女組曲第5番 すきっぷ（2016年8月25日、QH映像）
2. brilliant（2016年10月20日、タスクビジュアル）
3. おもてなし（2016年12月10日、IMPACT）※Blu-ray Disc同時発売
4. 純情美少女 第1章 泉水蒼空（2017年2月25日、ウーノ）※Blu-ray Disc同時発売
5. Peach Sky〜晴れ時々しっとりと〜（2017年4月28日、Hapiness Holic）※Blu-ray Disc同時発売
6. Sweets-14（2017年5月20日、タスクビジュアル）※6人によるオムニバス作品
7. 僕たち（私たち）お尻だ～いすき! vol.3 泉水蒼空（2017年6月25日、ウーノ）※Blu-ray Disc同時発売
8. 直射（2017年9月29日、エスデジタル）
9. そらは晴れ色、涙雨。（2017年12月23日、あしたまえーしぃー）※Blu-ray Disc同時発売
10. VENUS（2018年5月18日、No brand）

## 出演

### テレビ
- クイズ!100人力 妖怪対決 (2014年12月30日(火) 19:30 - 20:45、NHK)

### 雑誌
- LIVEアイドル・コレクション＜水着編＞（2014年9月、ガム出版）
- EX MAX! 2015年3月号（2015年1月26日、ぶんか社）
- 週刊プレイボーイ no.25 Jun 22nd 2015（2015年6月28日、集英社）
- 週刊実話 2015年6月25日号（2015年6月25日、日本ジャーナル出版）
- 週刊実話 2015年9月3日号（2015年8月19日、日本ジャーナル出版）

### 舞台
- 放課後探偵 薔薇戦士（2016年4月14日 - 17日、シアターグリーン BIG TREE THEATER）※コスプレーヤー役